# Burchard von Oberg

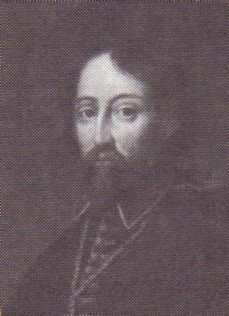
Burchard von Oberg

Burchard von Oberg († 23. Februar 1573) war von 1557 bis 1573 Fürstbischof von Hildesheim.

## Leben
Oberg stammte aus einer Ministerialenfamilie, den Herren von Oberg. Sein Vater war der gleichnamige Ritter. Er fiel im Jahr 1522 während der Hildesheimer Stiftsfehde. Seine Mutter stammte aus der Familie von Steinberg. Bevor die Reformation sich in der Stadt Hildesheim 1542 durchsetzte, war Oberg Dechant des Stifts St. Andreas. Ab 1553 amtierte er als Domdechant. Entgegen der vordringenden reformatorischen Bewegung blieb er katholisch. Begünstigt vom Braunschweiger Herzog Heinrich dem Jüngeren, der keinen Bischof aus mächtiger Familie wollte, wurde er am 31. März 1557 zum Bischof gewählt.
Es kam wegen Streitigkeiten mit der Stadt Hildesheim und dem Domkapitel zunächst nicht zum Einzug in die Stadt. Er lebte stattdessen auf Burg Wohldenberg. Mit herzoglicher Hilfe eroberte er 1559 vom Domkapitel die Marienburg. Erst 1562 kam es zu einer Einigung mit dem Kapitel. Er musste in der Wahlkapitulation indes die Kontrolle des Kapitels über die Marienburg anerkennen.
Burchard war bemüht, die Reste des Katholizismus vor dem Hintergrund eines zerstrittenen Klerus und einer geringen Zahl von Gläubigen zu behaupten und wieder auszubauen. Die bereits gänzlich durch den Protestantismus verlorenen Besitzungen gab er offiziell auf, um noch die in katholischen Hand befindlichen zu sichern. Er versuchte, die Zucht in den Klöster und Stiften wiederherzustellen.
Ihm gelang es Steuerwald für das Stift zurückzugewinnen. Die Stadt Peine und das Große Stift blieben verloren. Letzteres wurde ab 1568 protestantisch.
Der Stadt Hildesheim sagte er die Ausübung der protestantischen Gottesdienste zu. Zum Streit kam es 1562 um eine Bierakzise. Die Bürger appellierten erfolgreich an Kaiser Maximilian, worauf es zu einem Ausgleich kam. Die Glaubensfreiheit wurde 1562 und 1564 auch für die Gebiete außerhalb der Stadt Hildesheim garantiert. Um die staatliche Ordnung wiederherzustellen, erließ er eine neue Polizeiordnung.
Oberg knüpfte ab 1567 Kontakte zum Herzogtum Bayern. Es ging ihm um die Gewinnung eines Koadjutors und möglichen Nachfolgers. In der Tat wählte das Domkapitel in den nächsten beiden Jahrhunderten bayerische Prinzen zu Bischöfen. Nicht zuletzt die Bindung an Bayern ermöglichte den Erhalt des katholischen Stiftes in einer überwiegend protestantischen Umgebung.